# 6696 Eubanks
Eubanks (asteróide 6696) é um asteróide da cintura principal, a 2,1557543 UA. Possui uma excentricidade de 0,1941005 e um período orbital de 1 597,96 dias (4,38 anos).
Eubanks tem uma velocidade orbital média de 18,21098951 km/s e uma inclinação de 1,73794º.
Este asteróide foi descoberto em 1 de Setembro de 1986 por Oak Ridge Obs..